# Zonga
A Zonga ősi magyar eredetű női név, jelentése: sólyom.[forrás?] Férfi párja: Zongor (Csongor).https://magyarnevek.hu/nevek/noinevek/Z/Zonga[forrás?]

## Gyakorisága
Az 1990-es években nem volt anyakönyvezhető, a 2000-es években nem szerepel a 100 leggyakoribb női név között.

## Névnapok
- január 13.[forrás?]
- április 16.[forrás?]
- április 17.[forrás?]
- szeptember. 17 [5]

## Híres Zongák
Németh Zonga

## Külső hivatkozások
- Az MTA Nyelvtudományi Intézete által anyakönyvi bejegyzésre alkalmasnak minősített utónevek jegyzéke